# The Top
| 전문가 평가                   | 전문가 평가 |
| 평가 점수                     | 평가 점수   |
| 출처                          | 점수        |
| ----------------------------- | ----------- |
| AllMusic                      | [ 2 ]       |
| The Austin Chronicle          | [ 3 ]       |
| The Guardian                  | [ 4 ]       |
| Pitchfork                     | 6.9/10      |
| Q                             | [ 6 ]       |
| Record Mirror                 | [ 7 ]       |
| The Rolling Stone Album Guide | [ 8 ]       |
| Smash Hits                    | 8/10        |
| Sounds                        | [ 10 ]      |
| Uncut                         | [ 11 ]      |

《The Top》은 1984년 5월 4일, 픽션 레코드에서 발매한 영국의 록 밴드 더 큐어의 다섯 번째 스튜디오 음반이다. 이 음반은 5월 12일, 영국 음반 차트 10위에 올랐다. 발매 직후 더 큐어는 영국 투어를 시작했고, 런던 해머스미스 아폴로에서 3박을 하며 절정에 달했다.

## 배경 및 녹음
1983년 여름, 일회성 프로젝트인 더 글러브를 위해 사이키델릭 음반 《Blue Sunshine》을 녹음한 로버트 스미스는 더 큐어의 《The Top》과 수지 앤 더 밴시스의 《Hyæna》를 동시에 작곡하고 작업하며 한 해를 마무리했다. 스미스는 《The Top》을 작곡하는 동안에도 수지 앤 더 밴시스의 공식 기타리스트로 활동했다.
《The Top》에서 스미스는 키보드 드럼을 포기한 더 큐어의 공동 창립 멤버 롤 톨허스트와 이전에 영국 톱 10 싱글 〈The Lovecats〉에서 공연한 적이 있는 신예 드러머 앤디 앤더슨과 팀을 이뤄 활동했다. 펄 톰슨은 〈Give Me It〉에서 색소폰을 연주한 공로를 인정받았다. 모든 곡은 스미스의 공으로 인정받았지만 세 곡의 트랙은 톨허스트의 〈The Caterpillar〉, 〈Bird Mad Girl〉, 〈Piggy in the Mirror〉와 공동 작곡했다.

## 곡 목록
모든 곡들은 특별한 언급이 없는 한 로버트 스미스에 의해 작사/작곡하였다.
| #  | 제목                | 작사·작곡           | 재생 시간 |
| -- | ------------------- | ------------------- | --------- |
| 1. | 〈Shake Dog Shake〉 |                     | 4:55      |
| 2. | 〈Bird Mad Girl〉   | 스미스, 롤 톨허스트 | 4:05      |
| 3. | 〈Wailing Wall〉    |                     | 5:17      |
| 4. | 〈Give Me It〉      |                     | 3:42      |
| 5. | 〈Dressing Up〉     |                     | 2:51      |

| #  | 제목                    | 작사·작곡        | 재생 시간 |
| -- | ----------------------- | ---------------- | --------- |
| 1. | 〈The Caterpillar〉     | 스미스, 톨허스트 | 3:40      |
| 2. | 〈Piggy in the Mirror〉 | 스미스, 톨허스트 | 3:40      |
| 3. | 〈The Empty World〉     |                  | 2:36      |
| 4. | 〈Bananafishbones〉     |                  | 3:12      |
| 5. | 〈The Top〉             |                  | 6:50      |

## 인증
| 국가                       | 인증 | 판매량/출하량 |
| -------------------------- | ---- | ------------- |
| 영국 (BPI)                 | 실버 | 60,000^       |
| ^출하량을 기반으로 한 인증 |      |               |